# Marcelo Lipatín
Marcelo Lipatín López (Montevideo, 28 gennaio 1977) è un ex calciatore uruguaiano, di ruolo attaccante.